# Birk Rohelend
Birk Rohelend (født 17. april 1981 i Viljandi) er en estisk manuskriptforfatter og forfatter.
Hun studerede genteknologi ved Tartu Universitet og havde derefter job som aerobictræner og på et reklamebureau, men arbejder pt. som kommunikationschef i Tallinn. Rohelend skriver regelmæssigt manuskripter til tv-serier.
Hun har været medlem af Estisk forfatterforening siden 2011.
Birk Rohelend var manuskriptforfatter på den første estiske Viaplay-serie, Hvem skød Otto Mueller? (2022).

## Værker[5]
- Roman: "Mina, Mortimer", Tänapäev 2007, ISBN 9789985624845
- Roman: "Enesetapjad", Tänapäev 2009, ISBN 9789985627433
- Novelle: "Mustade kaantega kaustik" fra samlingen "Tule, ma jutustan sulle loo", Petrone Print 2008, ISBN 9789985993132
- Ballade: "Alexander ja Belle", Tammerraamat 2009, ISBN 9789949449248
- Roman: "Mu sõraline sõber", Tammerraamat 2009, ISBN 9789949449408
- Digtsamling: "Morbidaarium", Roheline Kuu 2012, ISBN 9789949301966
- Roman: "Mull", Pilgrim 2016, ISBN 9789949571628
- Kriminalroman: "Sa pead suudlema Silvat", Helios 2016, ISBN 9789949554744
- Kriminalroman: "Kuldne laps", Helios 2018, ISBN 9789949610556
- Kriminalroman: "Hvem skød Otto Mueller?", 2021, Postimees Kirjastus, ISBN 9789916667149

## Film og tv-serier
- 2022 – Hvem skød Otto Mueller?
- 2018 – Lõks
- 2015 – Krista lood
- 2015 – Restart
- 2015 – Takso
- 2014-2015 – Padjaklubi
- 2012 – Elu keset linna
- 2012 – Nurjatud tüdrukud
- 2012 – Vasaku jala reede (medforfatter på manuskript)

## Litterære priser
- 2006 – Estisk informationscenter for børnelitteratur og forlaget Tänapäev arrangeret under konkurrencen om ungdomsromaner, pris for "Mina, Mortimer"
- 2008 – Det estiske børnelitteraturcenter og forlaget Tänapäev arrangeret under konkurrencen om ungdomsromaner, pris for "Enesetapjad"
- 2008 – Eesti Romaaniühings romankonkurrence, pris for "Mu sõraline sõber"
- 2015 – Bestseller Konkurrence, pris for "Mull"